# Sân bay Sokcho
Sân bay Sokcho (IATA: SHO, ICAO: RKND) là sân bay ở Sokcho, thành phố nằm trong tỉnh Gangwon của Hàn Quốc.
Sân bay chỉ có một đường băng dài 1.560 (05/23). Nó được phục vụ cho những người đến Seoraksan để leo núi. Sân bay đã được đóng cửa trước khi mở cửa Sân bay quốc tế Yangyang.
Truong suốt Chiến tranh Triều Tiên, USAF được chỉ định như K-50.

## Liên kết
- Lịch sử tai nạn của SHO theo Aviation Safety Network